# 114 до н. е.

## Події
- Внутрішній конфлікт у державі Селевкидів

## Народились
- Гай Ліциній Веррес
- Гней Корнелій Лентул Клодіан (консул)
- Квінт Гортензій Гортал
- Публій Корнелій Лентул Сура

## Померли
- Марція (весталка)
- Чжан Цянь — китайський дипломат і мандрівник.